# Leonardo Ribeiro de Almeida
Leonardo Eugénio Ramos Ribeiro de Almeida, né le 19 septembre 1924 à Santarém et mort le 18 janvier 2006 à Lisbonne, est un homme d'État portugais membre du Parti social-démocrate (PPD/PSD).
Il est président de l'Assemblée de la République de 1980 à 1981 et 1982 à 1983, puis ministre de la Défense nationale entre 1985 et 1987.

## Biographie

### Formation et vie professionnelle
Après avoir obtenu sa licence en droit à l'université de Lisbonne, il devient avocat.

### Engagement politique

#### Député
Il adhère en 1974 au Parti populaire démocratique (PPD) et se fait élire un an plus tard député à l'Assemblée constituante. En 1976, alors que le PPD est devenu le Parti social-démocrate, il obtient son premier mandat à l'Assemblée de la République.

#### Président de l'Assemblée de la République
À la suite de la victoire de l'Alliance démocratique (AD) aux élections législatives du 5 octobre 1980, il est choisi le 3 novembre pour occuper la présidence de l'assemblée parlementaire. Il l'abandonne le 21 octobre 1981 mais la retrouve le 3 novembre 1982.
Après que le Parti socialiste est arrivé premier aux élections législatives anticipées du 25 avril 1983, il est remplacé par Manuel Tito de Morais.

#### Ministre de la Défense nationale
Le PPD/PSD retrouve cependant la direction du gouvernement après sa victoire à la majorité relative aux élections législatives anticipées du 6 octobre 1985. Le 6 novembre, Leonardo Ribeiro de Almeida est nommé à 61 ans ministre de la Défense nationale du premier gouvernement d'Aníbal Cavaco Silva.
Il n'est pas reconduit après les élections législatives anticipées du 17 juillet 1987 et quitte alors la vie politique.